# جون راي (سياسي)
جون راي (بالإنجليزية: John Rae)‏ هو سياسي نيوزلندي، ولد في 24 أغسطس 1904 في أوكلاند في نيوزيلندا، وتوفي في 2 ديسمبر 1979. انتخب عضو مجلس النواب النيوزيلندي.